# Hegedüs Lajos (labdarúgó)
Hegedüs Lajos (Budapest, 1987. december 19. –) magyar labdarúgókapus, legutóbb az NB2-es  Nyíregyháza játékosa volt.

## Pályafutása

### Klubcsapatban
Pályafutását 2006-ban kezdte a Bodajk FC-ben. 2007-ben az NBI-es BFC Siófok csapatához igazolt, ahol 2 évet töltött el. Majd 2009-ben Pécsre, a PMFC-hez igazolt, ahol másfél évig játszott, 2010-ben pedig az fővárosi kékek, az MTK Budapest FC játékosa lett, ahol meghatározó játékos lett belőle. Az MTK-nál 6 évet töltött el. 2016. szeptember 1-jén a másodosztályú Puskás Akadémiához igazolt.
2020. február 5-én a Pancho Arénában a Puskás Akadémia Diósgyőri VTK elleni mérkőzésén (2–2) a 91. percben ő fejelte csapata egyenlítő gólját. A 2019–20-as idényben a bronzérmes csapat tagjaként 25 mérkőzésen védett. 2020 nyarán a Paksi FC csapatához igazolt.

### A válogatottban
2020 októberében a sérült Kovácsik Ádám helyére hívta be Marco Rossi szövetségi kapitány a bolgár,  szerb és az orosz válogatottak elleni válogatott mérkőzésekre készülő magyar válogatott keretébe.

## Sikerei, díjai
Puskás Akadémia
- Magyar Kupa ezüstérmes: 2017–2018
- Magyar labdarúgó-bajnokság bronzérmes: 2019–20[3]